# Swing High, Swing Low
Swing High, Swing Low é um filme estadunidense de 1937, do gênero comédia romântica, dirigido por Mitchell Leisen.

## Elenco
- Carole Lombard ...  Marguerite 'Maggie' King
- Fred MacMurray ...  Skid Johnson
- Charles Butterworth ...  Harry
- Jean Dixon ...  Ella
- Dorothy Lamour ...  Anita Alvarez

## Sinopse
Sucesso sobe a cabeça de homem do showbiz, esquecendo de seus amigos e sua namorada que o ajudaram a chegar ao topo. 

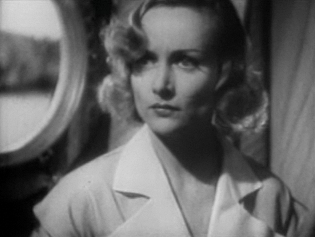